# Визела (футбольный клуб)
«Визела» (порт. Futebol Clube de Vizela) — португальский футбольный клуб из одноимённого города, округ Брага. Основан в 1939 году, домашние матчи проводит на стадионе «Визела», вмещающем около 6000 зрителей.

## История
Клуб «Визела» вступил в Футбольную ассоциацию Браги в августе 1940 года. Двадцать шесть лет спустя был получен первый трофей ― Кубок Национального чемпионата. Клуб провел большую часть своих первых лет в третьей лиге Португалии.
В 1984 году «Визела» впервые в своей истории повысилась в Примейру, однако клуб занял последнее место и выбыл уже к следующему сезону. Вскоре после этого команда снова оказалась в третьей лиге, вернувшись в португальскую Сегунду только в 2000-х годах. В сезоне 2007/2008, клуб финишировал на третьей строчке, отстав лишь на одно очко от повышения. В следующем году «Визела» заняла 10-е место, однако была наказана из-за коррупционного скандала известного как Apito Dourado. В течение нескольких лет клуб выступал в роли фарм-клуба «Браги».